# 물리해양학

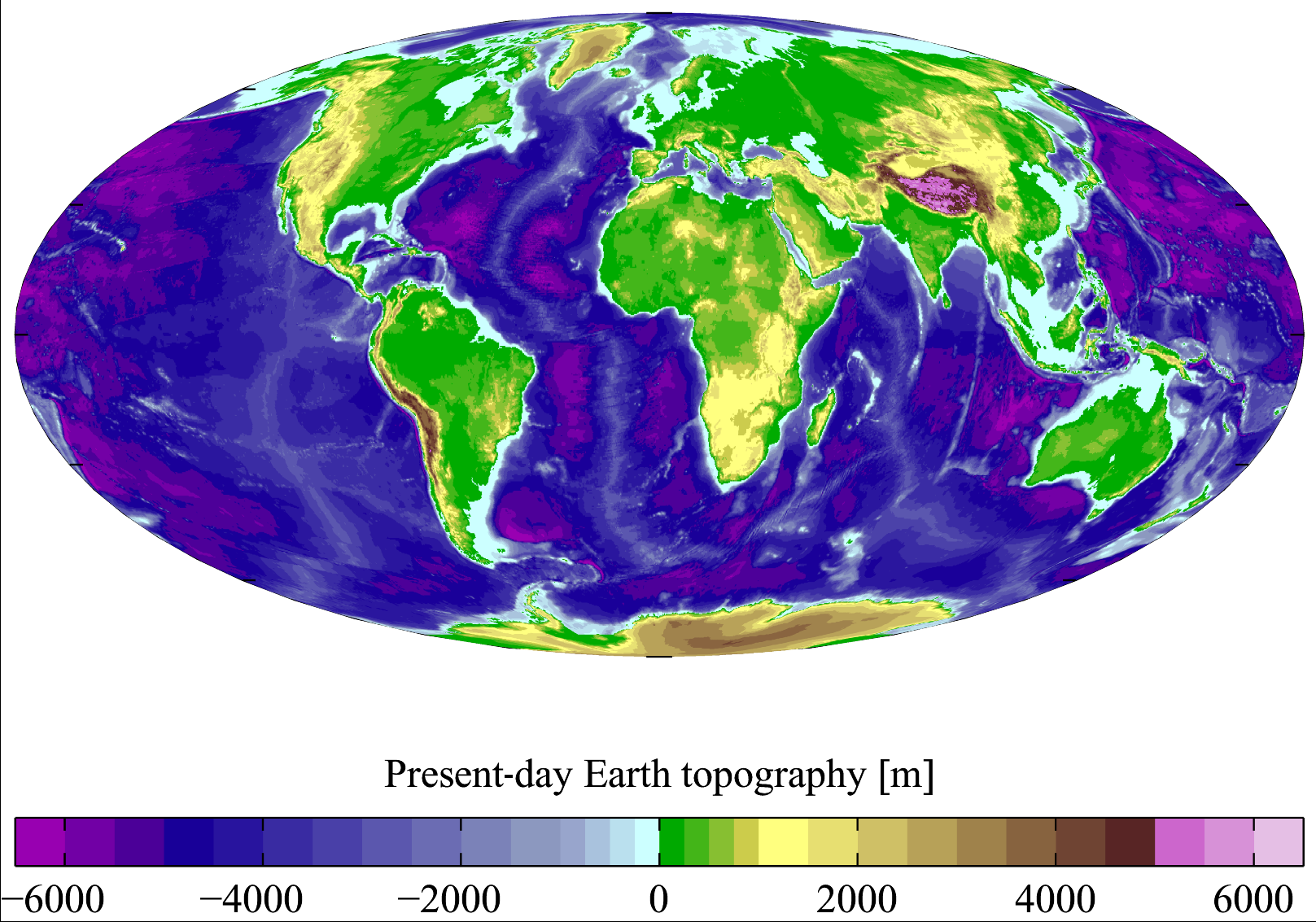
지각의 표고와 수심

물리해양학은 바다에서 발생하는 물리적인 조건과 현상, 특히 해수의 운동과 물리적 특성에 대하여 연구하는 해양학의 한 분야이다.

## 물리적 기반
지구에 있는 물의 97%는 해수이고, 해수는 수증기 순환을 통해 지구에 비나 눈이 내리게 한다. 바다는 거대한 열용량으로 지구의 기후에 막대한 영향을 미치며, 대기와 기체 교환을 통해 지구 대기권의 조성에도 큰 영향을 미친다. 또한 지구의 판 구조로 인해 일어나는 해양내 화산 활동이나 판 사이의 섭입에도 해수가 영향을 미친다.
대륙의 평균 고도는 840 m에 불과하나, 해양의 평균 심도는 3,800 m에 달한다. 각 대양의 해수면 면적과 깊이는 아래의 표와 같다.
| 대양     | 해수면 면적 (106km2) | 부피 (106km3) | 평균 수심 (m) | 최대 수심 (m) |
| 태평양   | 165.2                | 707.6         | 4282          | -11033        |
| 대서양   | 82.4                 | 323.6         | 3926          | -8605         |
| 인도양   | 73.4                 | 291.0         | 3963          | -8047         |
| 남극해   | 20.3                 |               |               | -7235         |
| 북극해   | 14.1                 |               | 1038          |               |
| 카리브해 | 2.8                  |               |               | -7686         |

## 온도

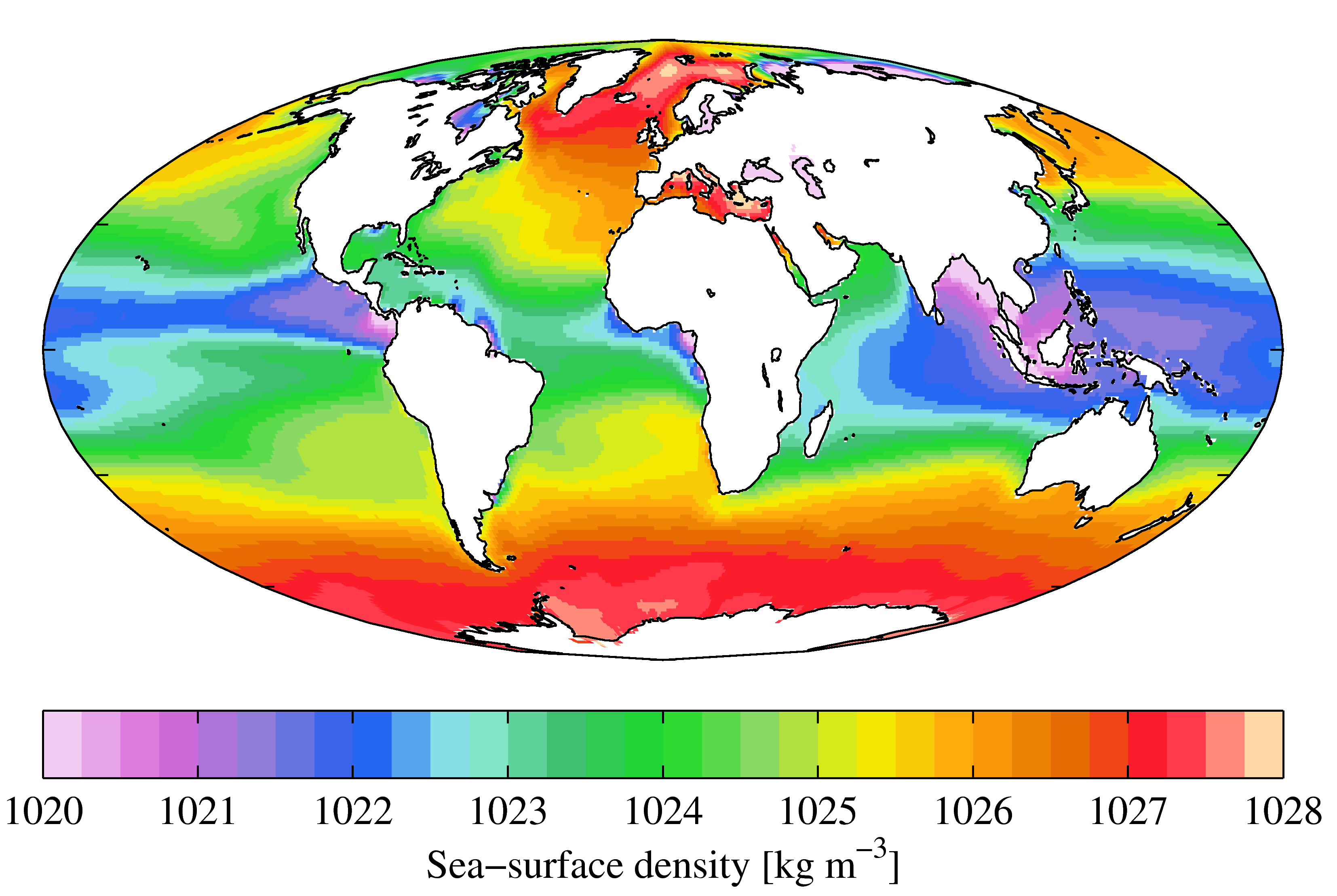
세계 해양 도해에 집계된 해양 표층수의 밀도

해수의 총 부피가 매우 크기 때문에 대략 해수의 75%는 0 - 5 ℃에 불과하다. 같은 이유로 해수의 염분 역시 동일한 수준에서 34–35 ppt (3.4–3.5%)를 유지한다. 그러나 표층수의 온도는 극지방에서는 어는점에 달하며 적도 부근에선 35 ℃까지 올라간다. 이에 따라 염분 역시 10 ppt부터 41 ppt까지 변한다.
해수는 온도의 변화 폭에 따라 여러 층으로 구분할 수 있다. 해수층은 일반적으로 표층수, 중층수, 하층수, 심층수 등으로 나뉜다.

## 같이 보기
- 연해
- 지중해
- 대양
- 해양학
- 열염순환
- 용승